# اچ‌نوام‌اس اسلایپنر (۱۹۳۶)
اچ‌نوام‌اس اسلایپنر (۱۹۳۶) (به انگلیسی: HNoMS Sleipner (1936)) یک کشتی بود که طول آن ۷۴٫۳۰ متر (۲۴۳٫۷۷ فوت) بود. این کشتی در سال ۱۹۳۶ ساخته شد.